# Вант-путенс

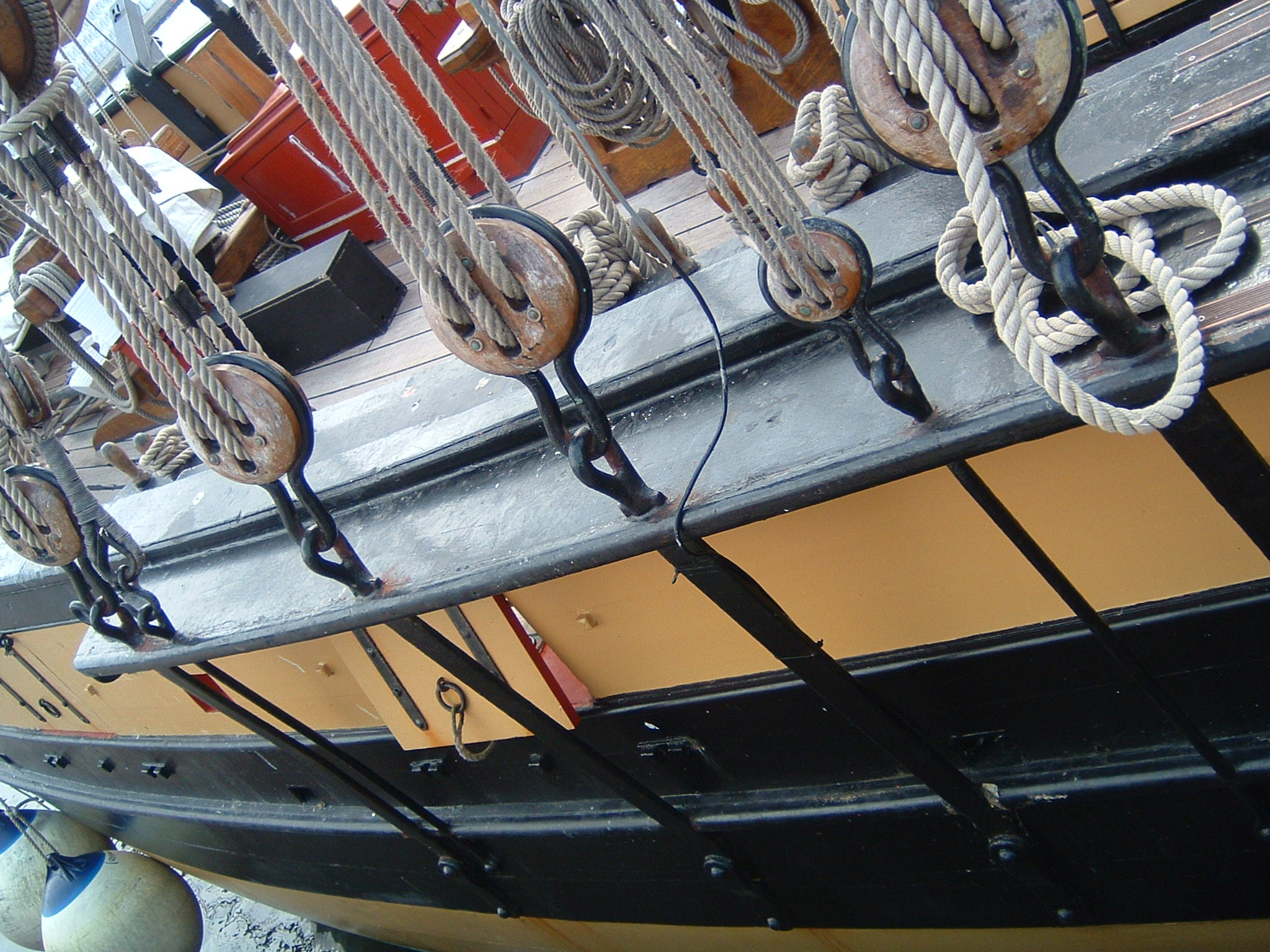
Вант-путенси з юферсами і путенс-планками на руслені.

Вант-пу́тенси (від нід. wantputtings), вживалися також назви вант-путини, вант-путени, вант-путні, вант-п'ютенси — металеві смуги, стрижні або ланцюги, що проходять зовні борта вітрильного судна і міцно скріплені з набором і обшивкою. До верхніх кінців вант-путенсів кріпляться талрепи або нижні юферси вант і стень-фордунів.
На шлюпках вант-путенсами називаються фасонні обушки або планки з вушками, які служать для обтягування вант. Вант-путенси шлюпки розташовуються симетрично по бортах і кріпляться до планшира шлюпки.
Поздовжні майданчики зовні бортів для розміщення вант-путенсів і кріплення нижніх кінців фордунів старовинних кораблів називались русленями (вант-путенси русленів також називають п'ютенгами).
У стень-вант і брам-стень-вант роль вант-путенсів виконують гаки путенс-вант, які вдівають в отвори оковок юферсів, проведених через отвори в краях марсів.

## Галерея

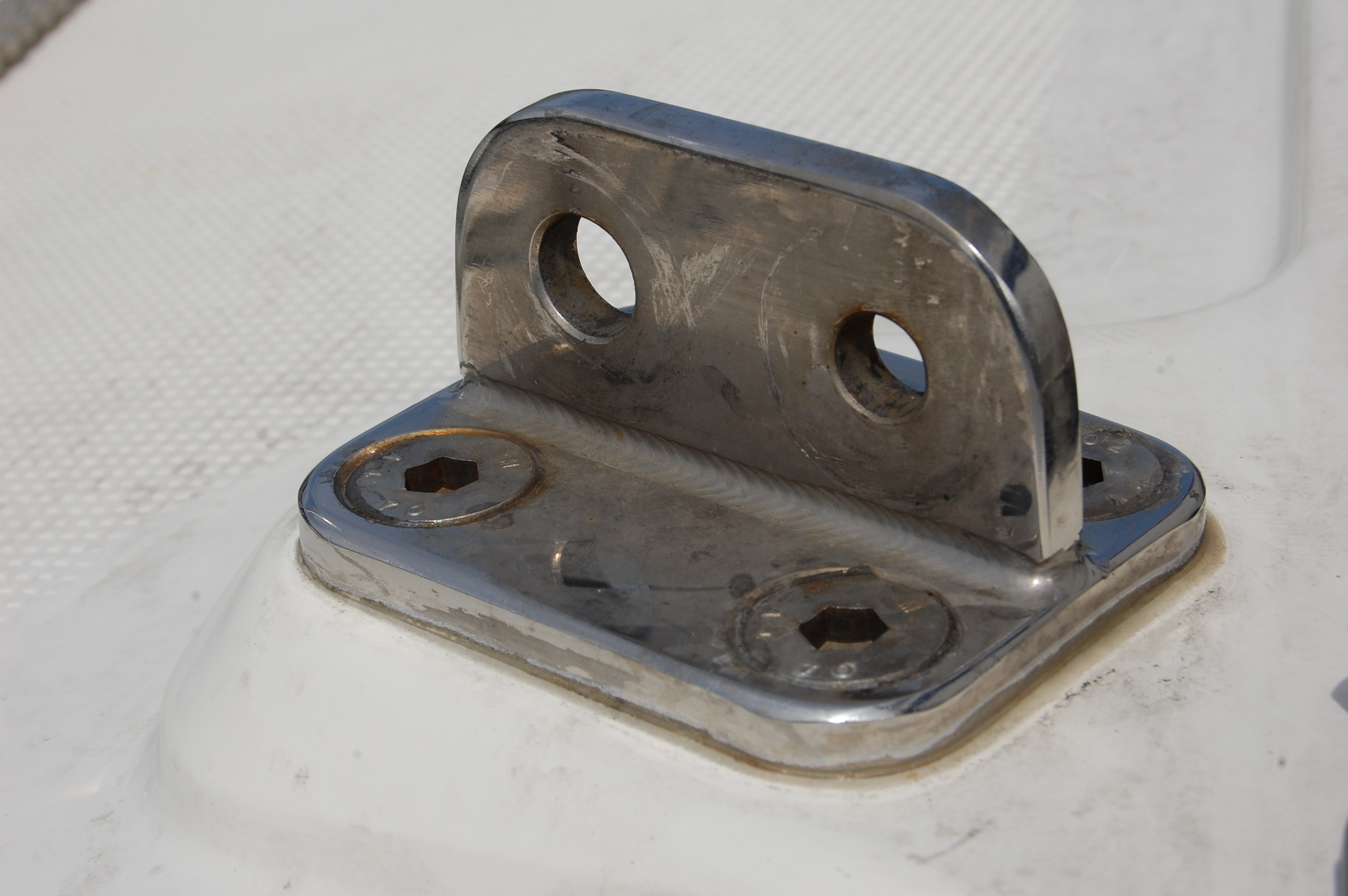
Вант-путенс яхти у вигляді обушка
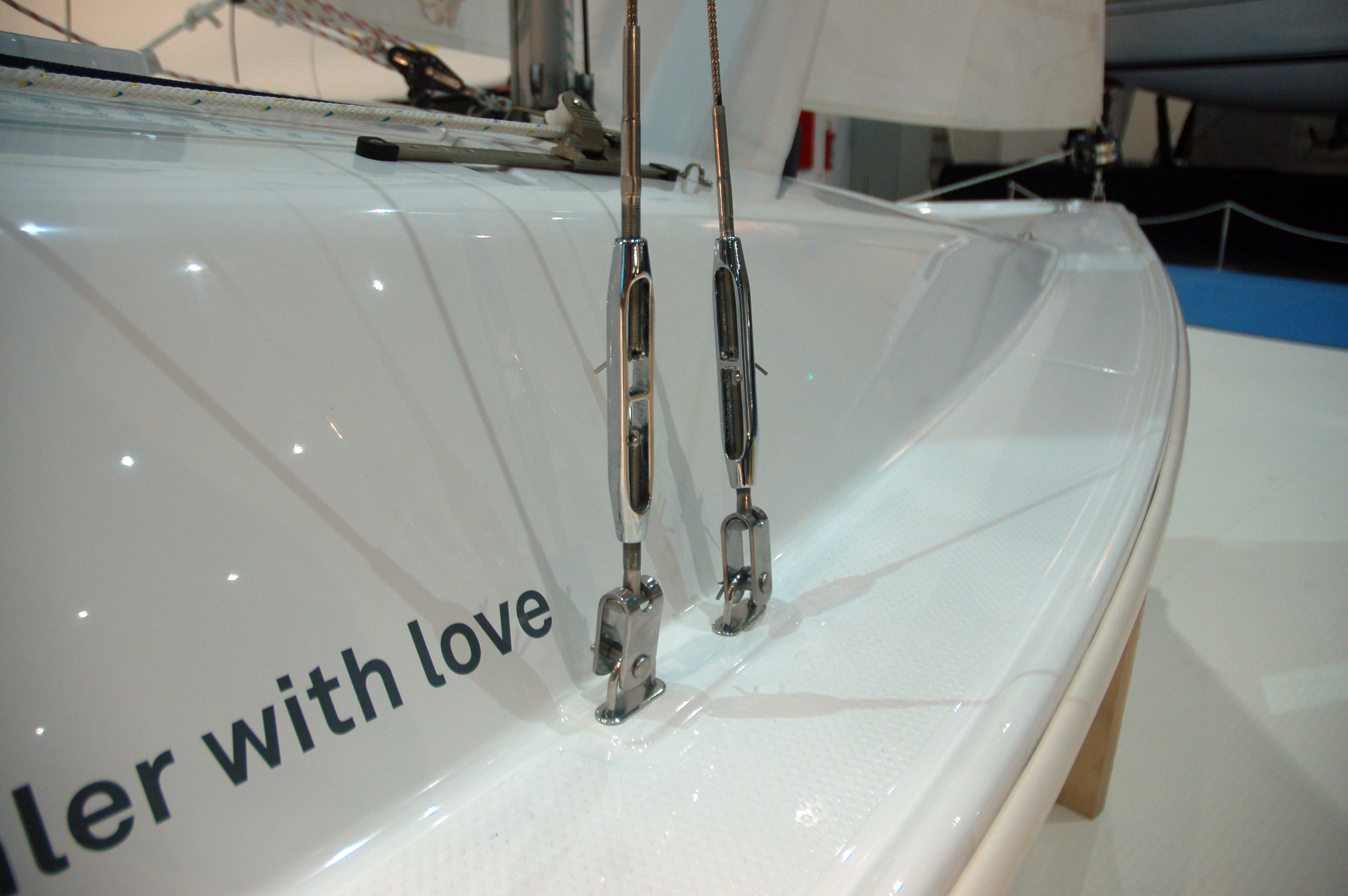
Вант-путенси яхти з талрепами
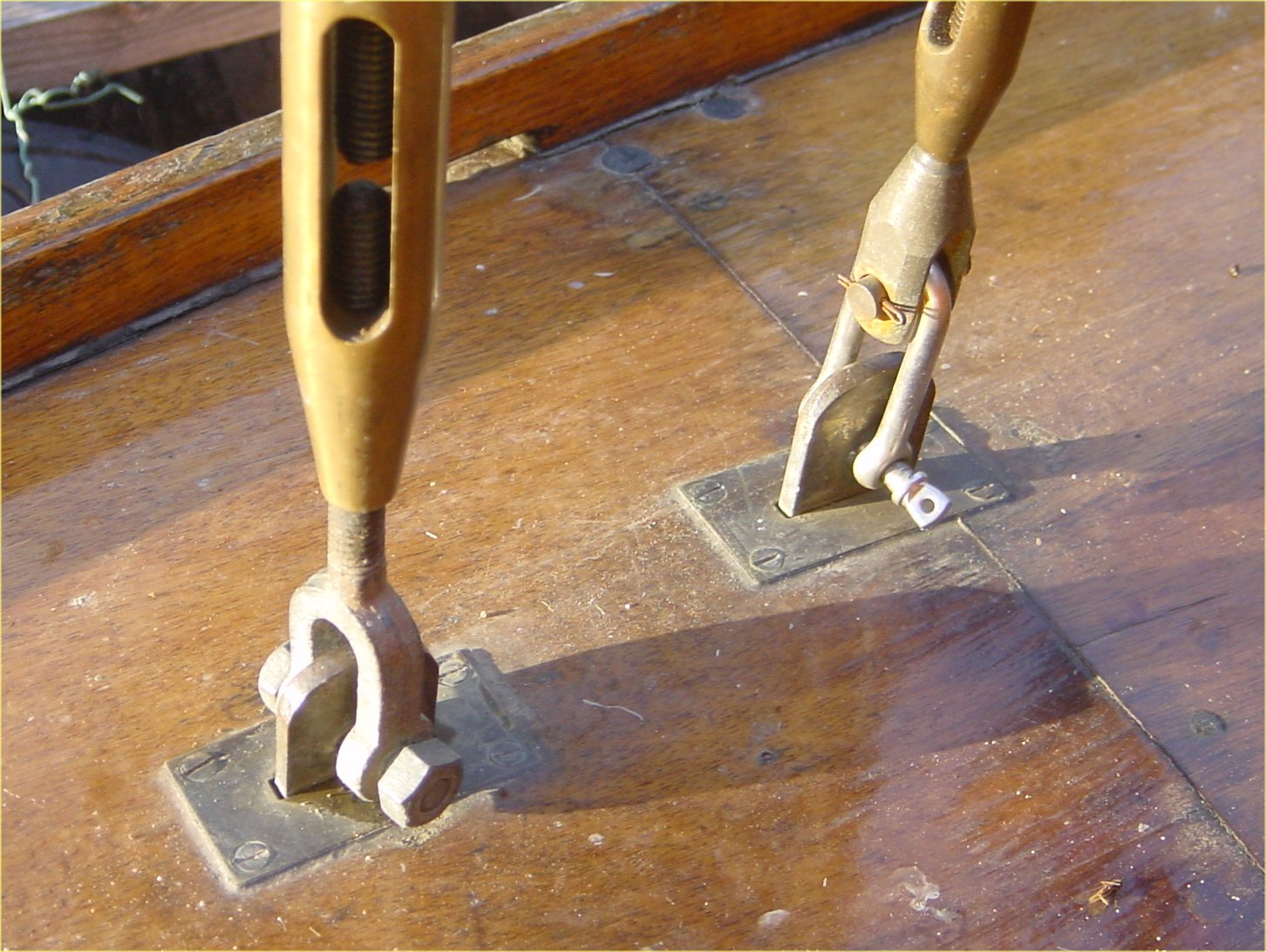
Вант-путенси з талрепами, закріпленими такелажними скобами
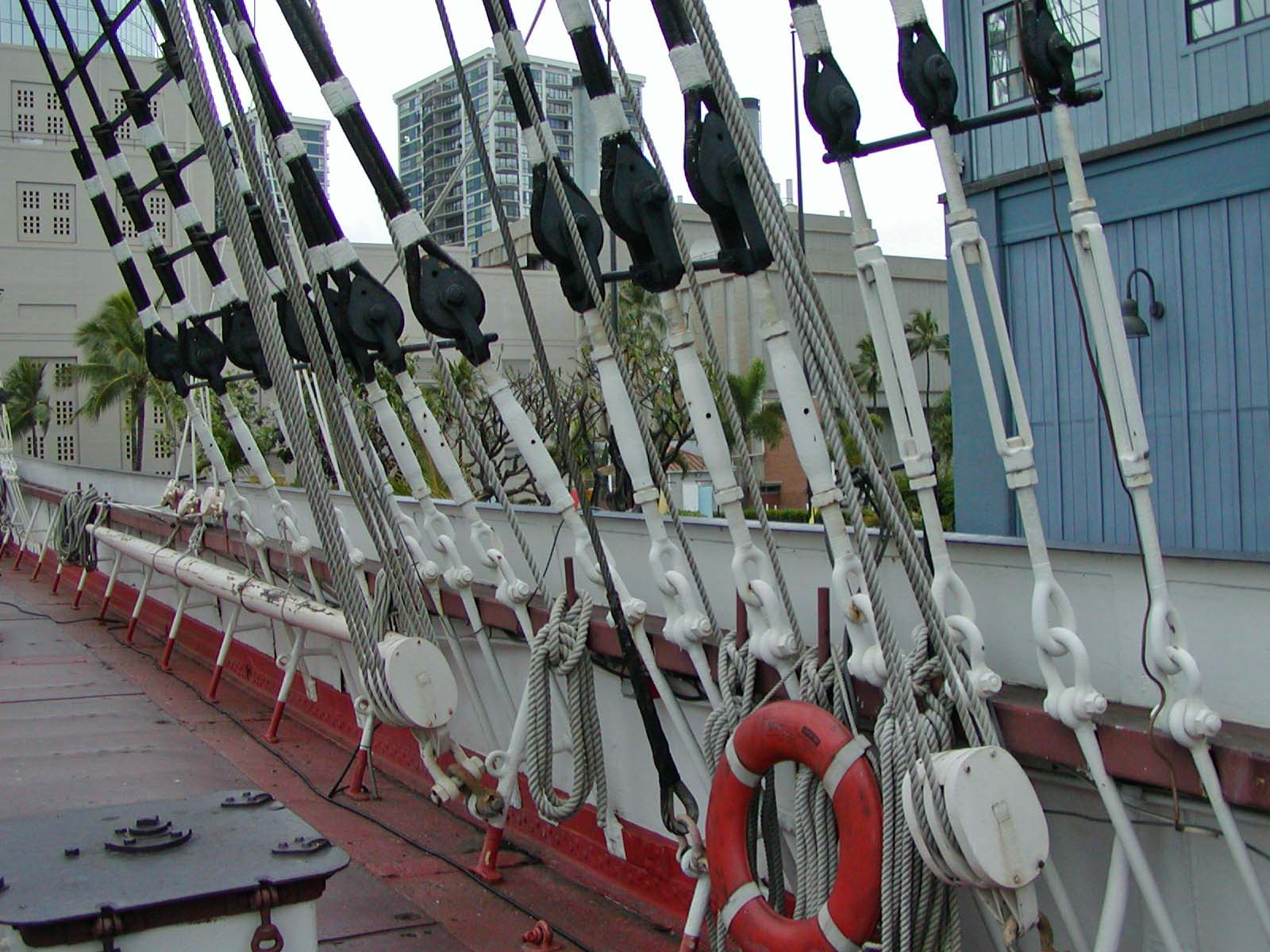
Внутрішньобортний вант-путенс фрегата Falls of Clyde